# Anton Otto Botta-Adorno
Anton Otto markýz Botta-Adorno (Antoniotto marchese Botta d'Adorno) (13. května 1688, Branduzzo, Itálie – 30. prosince 1774, Torre d'Isola, Itálie) byl italský šlechtic ve službách Habsburků jako vojevůdce a diplomat. Od mládí sloužil v císařské armádě a byl účastníkem dynastických válek první poloviny 18. století. Souběžně se uplatnil jako diplomat, byl vyslancem v Mnichově, Berlíně a Petrohradu. Za války o rakouské dědictví byl vrchním velitelem rakouské armády v Itálii, později zastával vysoké státní funkce v různých částech habsburské monarchie. Byl zástupcem místodržitele v Belgii (1748–1753) a poté prvním ministrem v Toskánsku (1758–1769). V armádě dosáhl hodnosti polního maršála (1754).

## Životopis

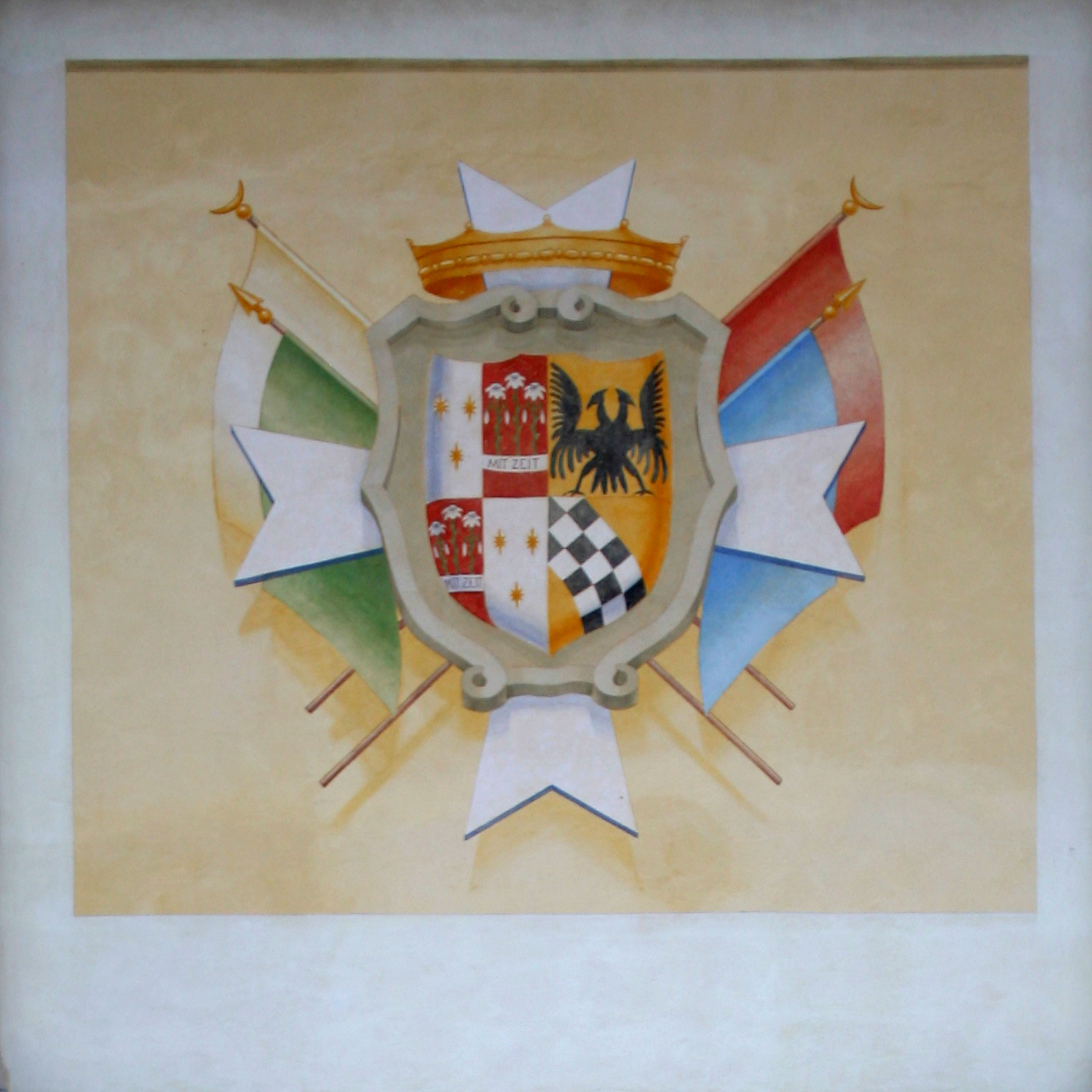
Erb markýze Botta-Adorno s insigniemi Maltézského řádu a vojevůdce císařské armády

Pocházel ze staré italské rodiny, z níž pocházela čtyři janovská dóžata. Narodil se v Lombardii na zámku Branduzzo, který jeho rodině patřil od roku 1634. Původně sloužil ve vojsku Maltézského řádu, v roce 1709 vstoupil do císařské armády a díky přímluvě Evžena Savojského brzy dosáhl důstojnické hodnosti. Pod velením prince Evžena se vyznamenal v rakousko-turecké válce při dobývání Bělehradu (1717). Mezitím byl pověřován i diplomatickými úkoly, již v roce 1711 pobýval v Portugalsku, později vedl jednání o kapitulaci Liparských ostrovů a v roce 1733 byl vyslán do Mnichova, kde měl jako mimořádný vyslanec zjistit záměry bavorského kurfiřta ve válce o polské následnictví.
V roce 1734 byl povýšen na generálmajora (respektive generálního polního vachtmistra) a již o rok později dosáhl hodnosti polního podmaršála. V letech 1738–1740 byl rakouským vyslancem v Petrohradě, mezitím se jako voják další války proti Osmanské říši. Z Petrohradu odešel na vlastní žádost v červenci 1740. Poté krátce pobýval v Berlíně, odkud varoval před pruským útokem do Slezska, k němuž později za války o rakouské dědictví došlo. Po přerušení diplomatických styků mezi Berlínem a Vídni se jako vyslanec vrátil do Petrohradu. Odtud byl odvolán v roce 1742, kdy jej carevna Alžběta obvinila z podpory sesazeného cara Ivana VI. a žádala jeho potrestání. Pro nedostatek důkazů k tomu sice nedošlo, ale Botta-Adorno zůstal několik let mimo aktivní službu. V roce 1745 byl povýšen do hodnosti polního zbrojmistra a přidělen k armádě operující v severní Itálii. Ve vítězné bitvě u Piacenzy velel pravému křídlu rakouské armády a krátce nato převzal namísto nemocného knížete Lichtenštejna vrchní velení v Itálii. Po nerozhodné bitvě u Rottefredda se mu podařilo vytlačit francouzského maršála Mailleboise z Itálie. V září 1746 obsadil Janov a stal se jeho guvernérem. Městu předepsal vysoké válečné kontribuce, které nakonec vedly ke vzpouře. V prosinci 1746 musel město vyklidit a do konce války zůstal opět mimo aktivní službu.

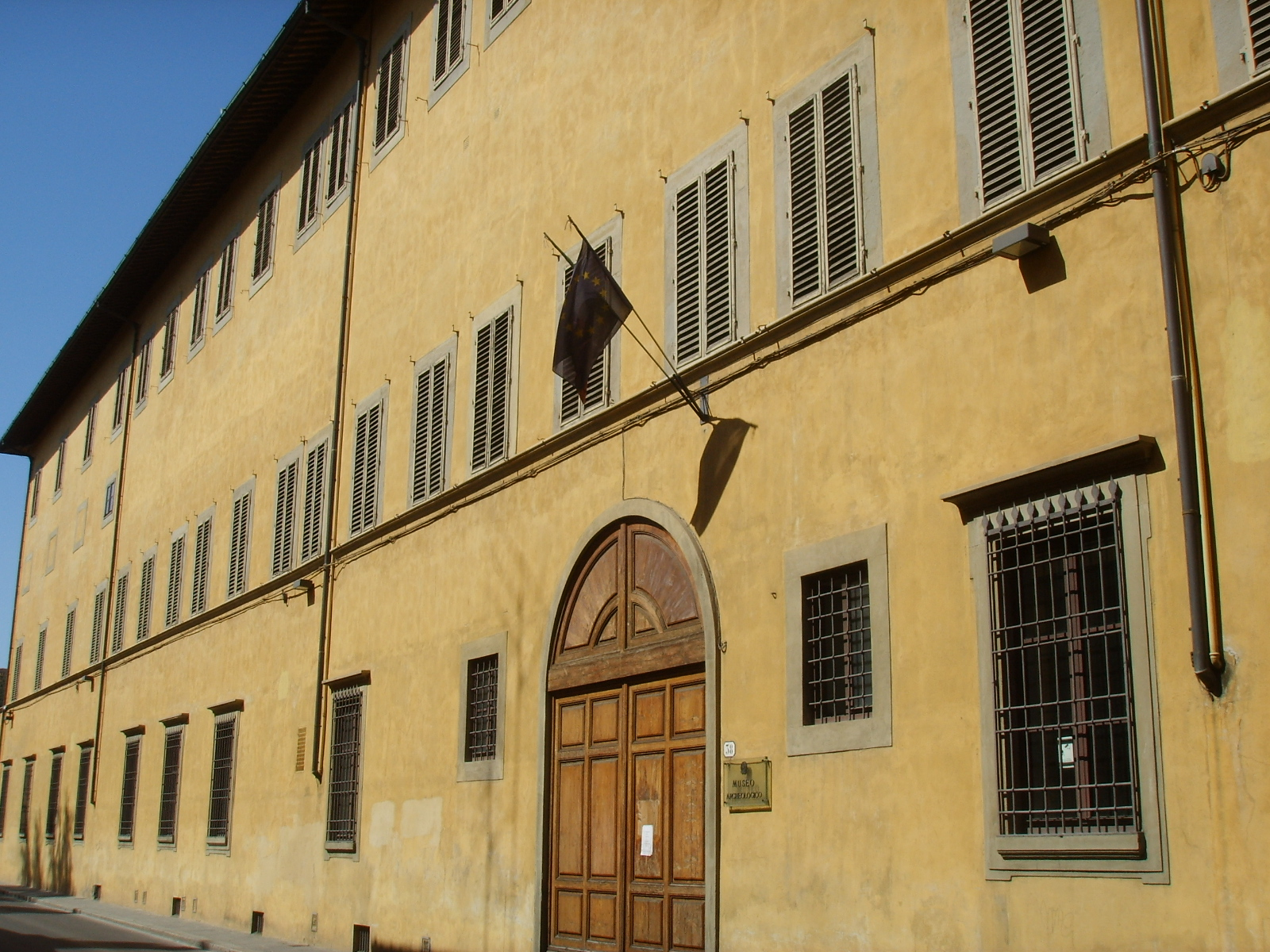
Palazzo della Crocetta, rezidence markýze Botta-Adorno ve Florencii v letech 1758–1769

Po uzavření cášského míru byl jmenován zplonomocněným ministrem v Rakouském Nizozemí, kde strávil pět let (1748–1753). Ve funkci zplnomocněného ministra byl v podstatě zástupcem místodržitele Karla Alexandra Lotrinského. V Bruselu se zasloužil o rozvoj obchodu a dopravy, nechal například vybudovat kanál mezi Gentem a Bruggami, oživil také chod přístavu v Antverpách. V Bruselu byl též realizátorem tereziánských reforem a podporoval i umění. Na tyto aktivity pak navázal jeho dlouholetý nástupce hrabě Cobenzl. V roce 1753 přesídlil Botta-Adorno znovu do Itálie, kde měl jako diplomat hájit zájmy Říše u severoitalských států. V roce 1754 byl povýšen do hodnosti polního maršála, za sedmileté války již jako voják v aktivní službě již nepůsobil. V roce 1758 se stal zplnomocněným ministrem v Toskánsku. Tehdejším toskánským velkovévodou byl František I. Štěpán, který byl zároveň císařem a pobýval ve Vídni, takže Botta-Adorno ve Florencii v podstatě zastával funkci prvního ministra. Navzdory svému italskému původu byl ve Florencii vnímán jako cizinec, podařilo se mu ale zefektivnit chod státní správy za účastí místní právnické elity. Podpořil myšlenku sňatku císaře Josefa II. s parmskou princeznou Isabelou. Po smrti císaře Františka a před příjezdem nového velkovévody Leopolda I. byl v Toskánsku krátce i regentem (1765). Ve funkci zplnomocněného ministra ve Florencii setrval do 31. prosince 1769 a poté odešel do soukromí. Za zásluhy byl nositelem velkokříže Řádu sv. Štěpána.
Jeho synovec markýz Jacob Botta-Adorno (1729–1803) sloužil též v císařské armádě, dosáhl hodnosti polního maršála (1790) a byl dlouholetým zemským velitelem na Moravě (1784–1798).